# Desciende, Moisés
Desciende, Moisés (Go Down, Moses) es un conjunto de siete relatos escritos por el estadounidense William Faulkner, publicado en 1942. La mayoría de los relatos ya habían aparecido en revistas. Se suele considerar al libro como una novela en episodios, unidos por los mismos personajes.
De los siete relatos, seis narran las historias de los McCaslin y los Beauchamp. Ambas familias se encuentran emparentadas por el doble estupro incestuoso cometido por Lucius Carrothers McCaslin que genera la rama de los Beauchamp, negros esclavos y, luego libertos arrendatarios; y de los blancos McCaslin. 
Diferentes narradores cuentan las historias de múltiples personajes entre los que, de manera clara, se destacan las figuras de Isaac McCaslin y Lucas Beauchamp (más adelante, protagonista de Intruso en el polvo) 
En el libro están presentes temas habituales en las obras de Faulkner: el conflictoentre blancos y negros, la lucha por la posesión de la tierra, la hostilidad entre los hombres.

## Los relatos
“Fue” (“Was”): Es una narración hecha en tomo humorístico y sirve como preludio de las demás historias presentando a las familias McCaslin y Beauchamp, en el año 1859. Buck, Buddy McCaslin y Cass McCaslin persiguen a uno de los esclavos de McCaslin. Tomey´s Turi se escapa para ver a su novia Tennie en la plantación vecina. Lo encuentran, pero no pueden atraparlo y quedan enredados en una partida de póker en la que si Buck pierde se tiene que casar con Sophonsiba, la hermana de Huber Beauchamp, y comprar a la esclava Tennie para que Tomey´s Turi no vuelva a escaparse. Buck pierde y se tiene que casar, pero convence a Hubert para que le dé revancha y gana, llevándose gratis a Tennie. El tono humorístico no impide comprender el modo en que los negros eran considerados como “cosas” antes de la abolición de la esclavitud-
"El fuego y el hogar" (“The Fire And The Heart”): La acción se desarrolla en 1942. Lucas Beauchamp se entera de que hay un tesoro escondido en la vieja plantación y va a buscarlo. Su obsesión crece tanto que su esposa le pide el divorcio. 
“Bufón negro” (“Pantaloon in black): Es la única historia en la que el protagonista no pertenece a ninguna de las dos familias de las demás. Rider pierde a su esposa, la entierra con rapidez y, luego, cree ver su fantasma. Entre la pena y la locura, Rider mata a un hombre que se ha aprovechado de los negros haciendo trampas en las partidas de dados. Los sucesos ocurren en 1942.
“Los viejos” (“The Old People”): Ambientada en 1879, es la iniciación en la caza de Isaac McCalin, que aprende de un indio y una negra. Cuando tiene la edad apropiada, sale de caza con un grupo y mata a un ciervo. 
“El oso” (“The Bear”): Isaac McCalins sale a la caza de un oso viejo que nunca pudo ser atrapado y que ha quedado rengo al pisar una trampera. Es uno de los cuentos más famosos de Faulkner. 
“Otoño en el delta” (“Delta Autumn”): Un envejecido Isaac McCaslin va a la que puede ser la última partida de caza. En el viaje en auto, viendo las edificaciones y las fábricas, reflexiona sobre los cambios que han ocurrido. Después de acampar y pasar la noche, Roy Edmonds, que lo acompaña, le da un sobre con dinero y se aleja. Llega una mujer que parece estar muy informada sobre la vida de Isaac y de toda la familia. La mujer carga un bulto que Isaac demora en reconocer como un bebé. Entonces, comprende que la mujer y Roth están relacionados y que las relaciones pecaminosas continúan en la familia.
“Desciende, Moisés” (“Go Down, Moses”): ambientada en 1940, narra el modo en que dos hombres bien intencionados intentan ocultar a una abuela que su nieto ha sido ejecutado por asesino.